# Warneckea bebaiensis
Warneckea bebaiensis là một loài thực vật có hoa trong họ Mua. Loài này được (Gilg ex Engl.) Jacq.-Fél. miêu tả khoa học đầu tiên năm 1978.